# Žehlení prsů

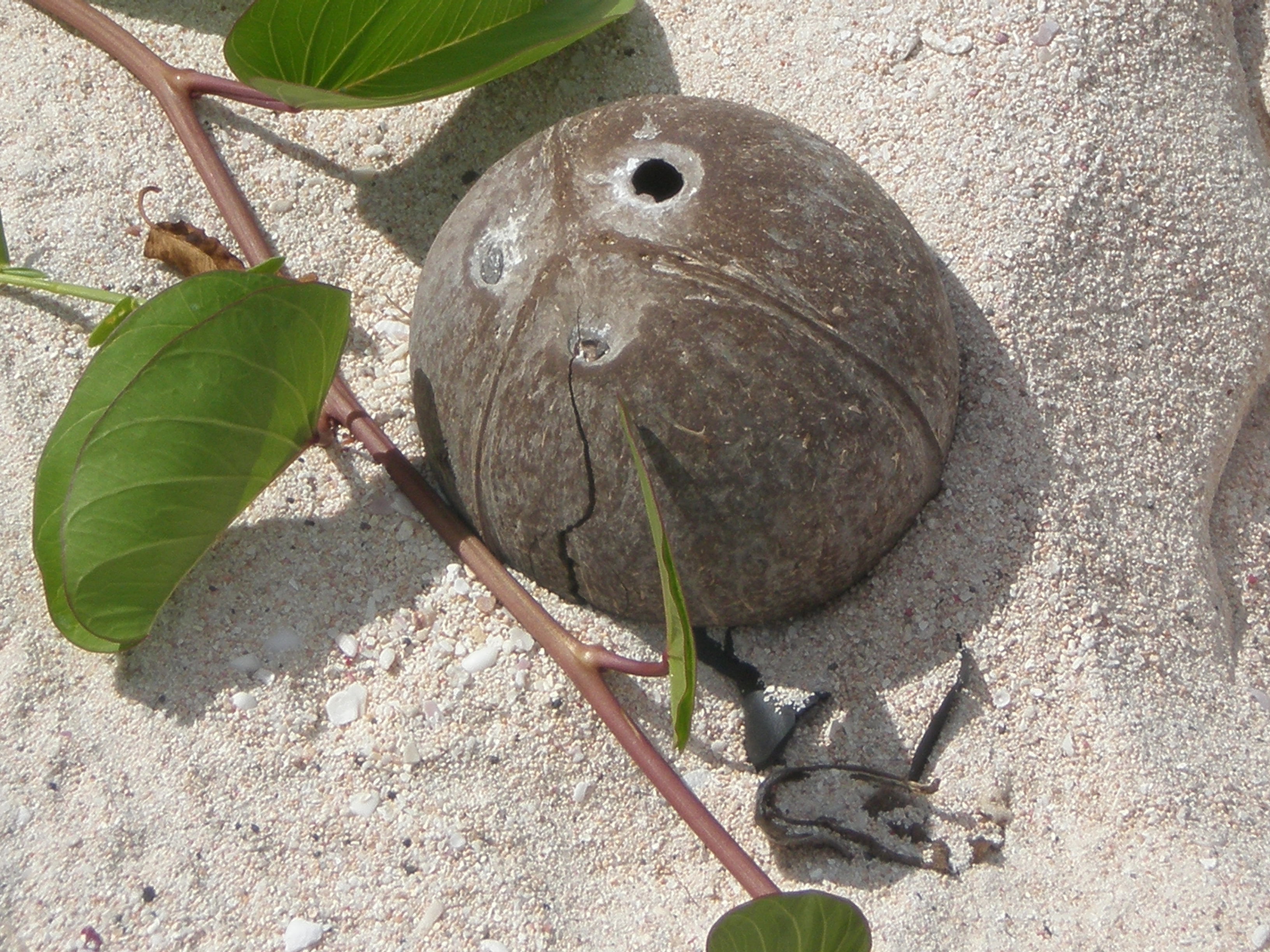
Nahřáté skořápky kokosového ořechu jsou jedním z nástrojů používaných k žehlení prsů

Žehlení prsů (anglicky Breast ironing) je praktika tělesné modifikace, během které jsou dospívajícím dívkám masírována a stlačována prsa nahřátými rozpálenými předměty s cílem prsa zploštit či zastavit jejich růst. Děje se tak od prvních náznaků růstu dívčích prsů (často již od 9 let) a zpravidla tak činí matky (ale i tety, či jiné ženské rodinné příslušnice) svým dcerám v domnění, že je tak uchrání od sexuálního obtěžování a znásilnění, v důsledku toho zabrání jejich předčasnému otěhotnění, které by poskvrnilo jméno rodiny, či aby jim umožnily studovat, namísto toho, aby byly těhotenstvím vnuceny do předčasných manželství.
Provádí se mezi některými kmeny v částech západoafrického Kamerunu, kde se chlapci a muži mohou domnívat, že růst prsou u dívky znamená, že je dostatečně zralá na pohlavní styk. Mimo Kamerun jsou méně často zmiňovány státy jako Čad, Togo, Benin či Rovníková Guinea. Mezi nejčastěji používané nástroje při této tělesné modifikaci patří dřevěné hmoždířové paličky, které jsou za normálních okolností používány pro otloukání hlíz. Mezi další patří banány, skořápky kokosového ořechu, kameny, naběračky, stěrky a kladiva, které jsou nahřívány nad žhavým uhlím či nad ohněm.

## Incidence

Lokalizace Kamerunu

Žehlení prsů je běžné ve všech deseti regionech Kamerunu. Průzkum, provedený v červnu 2006 německou rozvojovou agenturou GTZ (Deutsche Gesellschaft für Technische Zusammenarbeit) mezi více než 5000 kamerunskými dívkami a ženami ve věku mezi 10 a 82 lety, ukázal, že téměř jedna čtvrtina z nich podstoupila tuto praktiku, což v absolutních číslech odpovídá čtyřem milionům Kamerunek. V kamerunském jihovýchodním regionu Littoral dosahuje incidence až 53 %. Ve srovnání s křesťanským a animistickým jihem je tato praktika méně častá v severní muslimské části země, kde touto procedurou prošlo pouze 10 % žen. Toto nižší číslo je však způsobeno tím, že v této části země jsou běžnější brzké sňatky dětí.

## Zdravotní důsledky
Žehlení prsů je extrémně bolestivé a způsobuje poškození pojivové tkáně. K červnu 2006 neproběhl žádný výzkum zdravotních důsledků. Podle lékařů však tato praktika může přispívat k rakovině prsu, tvorbě cyst a depresím. Mezi další možné vedlejší účinky patří infekce prsů, vznik abscesů, znetvoření prsů, či úplnou ztrátu jednoho či obou prsů. Žehlení prsů též může potlačovat či bránit kojení.

## Názory

### Zastánci
Žehlení prsů je jeho zastánci považováno za způsob omezení počtu těhotenství mladistvých, zejména ve venkovských oblastech, stejně jako způsob omezení rizika sexuálního napadení. Matky se v Kamerunu domnívají, že žehlení prsů jejich dcery, v důsledku vizuálního zpoždění sexuálního vývoje, ochrání od otěhotnění, či sexuálního napadení, neboť podle nich nebudou muži lákáni jejich prsy. V důsledku zlepšování stravovacích návyků začíná někdy puberta u zdejších dívek již v 9 letech.

### Odpůrci
Přestože k roku 2006 neproběhl žádný lékařský výzkum, který by zkoumal následky této tělesné modifikace, profesor Doh, který je ředitelem Gynekologické nemocnice v Yaoundé, uvádí, že jde o nebezpečnou činnost, která může poškodit pojivovou tkáň v prsech. Může též vést k četným fyzickým problémům, jako jsou například popáleniny či deformace, a psychickým problémům. Praktika bývá jejími odpůrci srovnávána s ženskou obřízkou.
Mimo kritiky poukazující na nebezpečnost této praktiky, je rovněž kritizována její neúčinnost v otázce zabránění předčasného pohlavního styku a těhotenství. GTZ a kamerunská nevládní nezisková organizace Network of Aunties (doslova „Síť tetiček“), které podporují mladé matky, provádí kampaň proti žehlení prsů a jsou podporovány kamerunským Ministerstvem pro podporu žen a rodiny. Osoba, která provádí žehlení prsů, může být v Kamerunu odsouzena až k třem letům odnětí svobody, za předpokladu, že lékař určí, že tato procedura poškodila dívčí prsa, a že tato událost bude nahlášena do několika měsíců od vlastní procedury.